# Suchdolský rybník
Suchdolský rybník este o arie protejată (arie specială de conservare — SAC, sit de importanță comunitară — SCI) din Republica Cehă întinsă pe o suprafață de 10,87 ha, integral pe uscat.

## Localizare
Centrul sitului Suchdolský rybník este situat la coordonatele 49°30′23″N 14°38′33″E / 49.506389°N 14.6425°E.

## Înființare
Situl Suchdolský rybník a fost declarat sit de importanță comunitară în aprilie 2005 pentru a proteja 1 specie de animale. Situl a fost protejat și ca arie specială de conservare în noiembrie 2012.

## Biodiversitate
Situată în ecoregiunea continentală, aria protejată nu include niciun habitat protejat.
La baza desemnării sitului se află o specie protejată de  amfibieni: triton cu creastă (Triturus cristatus).